# Romanel-sur-Morges
Romanel-sur-Morges ist eine politische Gemeinde im Distrikt Morges des Kantons Waadt in der Schweiz.

## Geographie
Romanel-sur-Morges liegt auf 452 m ü. M., 5 km nördlich der Bezirkshauptstadt Morges (Luftlinie). Das Dorf erstreckt sich auf einem Plateau über dem Bach Arena, westlich des Venogetals, im südwestlichen Gros de Vaud, im Waadtländer Mittelland.
Die Fläche des 1,8 km² grossen Gemeindegebiets umfasst einen Abschnitt des leicht gewellten Plateaus im Waadtländer Mittelland. Der Gemeindeboden erstreckt sich vom westlichen Talrand der Venoge nach Westen über das Plateau von Romanel mit dem Hügel Les Grez (485 m ü. M.) bis an den Hang des Hügels Trente-Chiens, an dem mit 500 m ü. M. der höchste Punkt der Gemeinde erreicht wird. Den südöstlichen Gemeindeteil nimmt das bewaldete Tal des Baches Arena ein, südlich des Dorfes fliesst sein linker Seitenbach Néziau. Von der Gemeindefläche entfielen 1997 11 % auf Siedlungen, 15 % auf Wald und Gehölze und 74 % auf Landwirtschaft.
Zu Romanel-sur-Morges gehören einige Einzelhöfe. Nachbargemeinden von Romanel-sur-Morges sind Aclens, Bremblens und Echichens.

## Bevölkerung
Mit 462 Einwohnern (Stand 31. Dezember 2023) gehört Romanel-sur-Morges zu den kleinen Gemeinden des Kantons Waadt. Von den Bewohnern sind 93,4 % französischsprachig, 3,0 % deutschsprachig und 1,1 % italienischsprachig (Stand 2000). Die Bevölkerungszahl von Romanel-sur-Morges belief sich 1900 auf 166 Einwohner. Nachdem die Bevölkerung bis 1960 auf 128 Einwohner abgenommen hatte, wurde wieder eine rasante Zunahme mit einer Vervierfachung der Einwohnerzahl innerhalb von 40 Jahren verzeichnet.

## Wirtschaft
Romanel-sur-Morges war bis in die zweite Hälfte des 20. Jahrhunderts ein vorwiegend durch die Landwirtschaft geprägtes Dorf. Heute hat der Ackerbau nur noch eine marginale Bedeutung in der Erwerbsstruktur der Bevölkerung. Am Hang des Hügels Les Grez gibt es mehrere kleine Weinbaugebiete.
Durch die Einrichtung einer Gewerbe- und Industriezone im Venogetal wurde die Wirtschaftsstruktur im Dorf markant verändert. Bedeutende Unternehmen sind auf die Bereiche Elektromechanik, Feinmechanik, Informatik (Logitech S.A., Logitech Europe S.A.) und Schalttafelbau spezialisiert. Ferner verfügt Romanel-sur-Morges über eine Käserei. In den letzten Jahrzehnten hat sich das Dorf zu einer Wohngemeinde entwickelt. Viele Erwerbstätige sind auch Wegpendler, die vor allem in Lausanne und in Morges arbeiten.

## Verkehr
Die Gemeinde ist verkehrstechnisch gut erschlossen. Sie liegt an der Hauptstrasse von Morges nach Cossonay. Durch einen Postautokurs, der von Morges nach Cossonay verkehrt, ist Romanel-sur-Morges an das Netz des öffentlichen Verkehrs angeschlossen.

## Geschichte
Die erste urkundliche Erwähnung des Ortes erfolgte bereits im Jahr 967 unter dem Namen villa Romanella. Der Name bezeichnet einen Ort, der von Römern bewohnt wurde, oder das Gehöft einer Person namens Roman(i)us. Seit dem Mittelalter unterstand Romanel-sur-Morges den Herren von Cossonay. Ein Teil der Dorfherrschaft kam 1410 durch Kauf an die Herrschaft Colombier. Seit 1675 gehörte die gesamte Herrschaft der Stadt Morges.
Mit der Eroberung der Waadt durch Bern im Jahr 1536 kam Romanel-sur-Morges unter die Verwaltung der Vogtei Morges. Nach dem Zusammenbruch des Ancien Régime gehörte das Dorf von 1798 bis 1803 während der Helvetik zum Kanton Léman, der anschliessend mit der Inkraftsetzung der Mediationsverfassung im Kanton Waadt aufging. 1798 wurde es dem Bezirk Morges zugeteilt.

## Sehenswürdigkeiten
Im alten Ortskern sind neben der Kirche einige Bauernhäuser aus dem 18. und 19. Jahrhundert erhalten.

## Persönlichkeiten
- Christiane Langenberger (1941–2015), Politikerin (FDP)